# Alim Sielimau
Alim Maksimawicz Sielimau (błr. Алім Максімавіч Селімаў, ros. Алим Максимович Селимов; ur. 26 stycznia 1983 w Kasumkiencie) – białoruski zapaśnik, dwukrotny mistrz świata. Olimpijczyk z Londynu 2012, gdzie zajął dwunaste miejsce w kategorii 84 kg.
Startuje w stylu klasycznym w kategorii do 84 kg. Największym jego sukcesem jest złoty medal mistrzostw świata w 2005 roku w Budapeszcie i w 2011 roku w Stambule. Ósmy na mistrzostwach Europy w 2005. Trzeci w Pucharze Świata w 2011 i dziesiąty w 2012. Brązowy medalista wojskowych MŚ w 2006 roku.